# Pedro Ivo Ferreira
Pedro Ivo Ferreira (* um 1990 in Juiz de Fora) ist ein brasilianischer Jazz- und Improvisationsmusiker (Kontrabass, Komposition).

## Leben und Wirken
Ferreira begann im Alter von 15 Jahren in der lokalen Szene seiner Heimatstadt Bass zu lernen. Mit 21 Jahren zog er nach São Paulo, um bei Sizão Machado Kontrabass zu studieren. 2012 zog er nach Frankreich, wo er sein Musikstudium am Conservatoire à rayonnement régional de Paris fortsetzte und mit dem DEM abschloss. Ab 2014 absolvierte er ein Bachelorstudium am Conservatorium van Amsterdam bei John Clayton, Ernst Glerum und Frans van der Hoeven.
Ferreira wurde mit dem Nefertiti Quartet, das Delphine Deau 2013 mit Camille Maussion, Pierre Demange und ihm bildete, in Europa bekannt, mit dem er seit 2015 vier Alben aufnahm und regelmäßig tourte. Mit dem Canvas Trio, das er 2014 mit dem Pianisten Orestis Petrakis und dem Schlagzeuger Nick Thessalonikefs gründete, hat er zwei Alben aufgenommen, Common Ground (2015) und Transitions (2017). 2019 entstand eine EP der von ihm gegründeten Gruppe Noneto Desconcertante mit seinen Arrangements und Kompositionen. 2021 nahm er mit seinem Quartett Orè, zu dem der Saxophonist José Soares, der Gitarrist Miguel Petruccelli und Onno Govaert am Schlagzeug gehören, eine EP mit brasilianischer und frei improvisierter Musik auf, gefolgt von dem Album Live in Portugal (2023).
In den Niederlanden spielte Ferreira, der in Amsterdam lebt, zudem in verschiedenen Jazz- und Improvisationsmusikprojekten wie Cacha Mundinho, dem Oktett von Federico Calcagno (Mundus Inversus), Maripepa Contreras, Zwerger / Ferreira / Jaspers oder den Good Golden Frogs. Weiterhin ist er auf Alben mit InBloco, Kurkuma, Adrian Moncada und Alexis Kasinos zu hören.